# Wald-Michelbach
Wald-Michelbach este o comună din landul Hessa, Germania.